# Carlos Alberto Moratorio
Carlos Alberto Moratorio (ur. 10 listopada 1929 w La Cruz, zm. 7 marca 2010 w Tandil) – argentyński jeździec, trzykrotny olimpijczyk. 

## Życiorys
Urodził się w La Cruz, w prowincji Corrientes. Na igrzyskach w Tokio zdobył srebrny medal w konkurencji Wszechstronnego Konkursu Konia Wierzchowego indywidualnie. Dwa lata później w Burghley zdobył tytuł mistrza świata indywidualnie i wicemistrza świata w rywalizacji drużynowej. Startował także na igrzyskach w Rzymie i Meksyku. Podczas ceremonii otwarcia igrzysk w Meksyku był chorążym reprezentacji. Był oficerem kawalerii argentyńskich sił zbrojnych.